# Ok Kyoung-Sook
Ok Kyoung-Sook (15 de septiembre de 1965) es una deportista surcoreana que compitió en judo.
Ganó una medalla de bronce en el Campeonato Mundial de Judo de 1986, y una medalla de oro en el Campeonato Asiático de Judo de 1988. En los Juegos Asiáticos de 1990 consiguió una medalla de bronce.

## Palmarés internacional
| Campeonato Mundial  | Campeonato Mundial        | Campeonato Mundial | Campeonato Mundial |
| Año                 | Lugar                     | Medalla            | Categoría          |
| ------------------- | ------------------------- | ------------------ | ------------------ |
| 1986                | Maastricht (Países Bajos) | Medalla de bronce  | –52 kg             |
| Juegos Asiáticos    |                           |                    |                    |
| Año                 | Lugar                     | Medalla            | Categoría          |
| 1990                | Pekín (China)             | Medalla de bronce  | –48 kg             |
| Campeonato Asiático |                           |                    |                    |
| Año                 | Lugar                     | Medalla            | Categoría          |
| 1988                | Damasco (Siria)           | Medalla de oro     | –52 kg             |